# Szabó László (labdarúgó, 1953)
Szabó László (Miskolc, 1953. április 27. –) labdarúgó, kapus.

## Pályafutása
A Diósgyőri VTK csapatának volt aktív labdarúgó korában a labdarúgója.
1977-ben tagja volt az első diósgyőri, magyar kupagyőztes csapatnak, amellyel jogot szerzett a kupagyőztesek Európa-kupájában való indulásra. Az első fordulóban a török Beşiktaş volt az ellenfél, aki Isztambulban 2–0-s előnyt szerzett. A visszavágón a DVTK 5–0-ra győzött. A második fordulóban a jugoszláv Hajduk Split ellen csak tizenegyesekkel maradtak alul és estek ki. Szabó nem kapott játék lehetőséget, mind a négy mérkőzésen Veréb György védett.
Az 1978–79-es bajnoki idényben 32 mérkőzésen szerepelt és bronzérmet nyert a csapattal. A bajnoki sikernek köszönhetően az UEFA kupában indult a csapat. Az első fordulóban a Rapid Wien, a második fordulóban a skót Dundee United csapatán is sikerrel túl jutott a diósgyőri csapat. Az ezt követő fordulóban a Kaiserslautern együttese megállítja a DVTK-t.
1980-ban újra magyar kupát nyert a diósgyőri csapat. A döntőben a Vasast győzték le 3–1-re, amelyen Szabó nem szerepelt. A KEK-ben a skót Celtic túl erős ellenfélnek bizonyult és már a selejtezőben kiestek. Mindkét mérkőzésen Szabó védett.
1981-ben a magyar kupa döntőjében megismétlődött az előző évi párosítás. A Vasasnak sikerült visszavágnia és 1–0-s győzelmével elhódította a kupát. Szabó a kezdőcsapatban kapott helyet a döntőn a diósgyőri csapatban.
1982–83-ban a Délép SC, 1983 és 1985 között a SZEOL AK, 1985–86-ban a Békéscsaba, 1986–87-ben az Eger kapusa volt.

## Sikerei, díjai
- Magyar bajnokság
  - 3.: 1978–79
- Magyar kupa
  - győztes: 1977, 1980
  - döntős: 1981